# 1971年オランダグランプリ
1971年オランダグランプリ (1971 Dutch Grand Prix) は、1971年のF1世界選手権第4戦として、1971年6月20日にザントフォールト・サーキットで開催された。
大雨のためコースは非常に滑りやすく、ウエットレースに強かったジャッキー・イクスとペドロ・ロドリゲスに大きな利点をもたらした。
本レースは安全対策が施されていないサーキットでの最後のF1レースであった。このため、翌年のオランダグランプリは開催されなかったが、レイアウトが変更された1973年に復活した。

## レース前
本レースの前にスパ・フランコルシャンで開催される予定であったベルギーGPは必要な安全対策を施さなかったためキャンセルされ、前戦モナコGPから1ヶ月空くことになった。この間、ほとんどのチームは6月13日にホッケンハイムリンクで行われた非選手権レースのヨッヘン・リント・メモリアルレースに参加したが、ドライバーの中にはル・マン24時間レースやCan-Amで忙しい者もいた。レースはフェラーリ・312Bを駆るジャッキー・イクスが優勝した。

## エントリー
ロータスのエマーソン・フィッティパルディは6月初旬にフランスで交通事故を起こし、肋骨を骨折したため欠場を余儀なくされた。フィッティパルディに代わって南アフリカ出身のデイヴ・チャールトンが起用され、レイネ・ウィセルとともに72Dを走らせるが、これに加えて新人デイヴ・ウォーカーがF1世界選手権では初登場となるプラット・アンド・ホイットニーのガスタービンエンジンを搭載する四輪駆動車の56Bを走らせる。前週に行われたル・マン24時間レースで優勝した地元出身のジィズ・ヴァン・レネップは、スティヒティング・オートレーセズ・ネーデルラントからサーティース・TS7でスポット参戦する。
ティレルはエンジン上部にエアインテークを装着してエンジンへの空気の供給を促した。マトラはノーズの幅を広げる改造を行った。

### エントリーリスト
| チーム                                                     | No. | ドライバー                     | コンストラクター | シャシー | エンジン                                 | タイヤ |
| ---------------------------------------------------------- | --- | ------------------------------ | ---------------- | -------- | ---------------------------------------- | ------ |
| スクーデリア・フェラーリ SpA SEFAC                         | 2   | ジャッキー・イクス             | フェラーリ       | 312B2    | フェラーリ 001/1 3.0L F12                | F      |
| スクーデリア・フェラーリ SpA SEFAC                         | 3   | クレイ・レガツォーニ           | フェラーリ       | 312B2    | フェラーリ 001/1 3.0L F12                | F      |
| スクーデリア・フェラーリ SpA SEFAC                         | 4   | マリオ・アンドレッティ         | フェラーリ       | 312B 1   | フェラーリ 001 3.0L F12 1                | F      |
| エルフ・チーム・ティレル                                   | 5   | ジャッキー・スチュワート       | ティレル         | 003      | フォード・コスワース DFV 3.0L V8         | G      |
| エルフ・チーム・ティレル                                   | 6   | フランソワ・セベール           | ティレル         | 002      | フォード・コスワース DFV 3.0L V8         | G      |
| ヤードレー・チーム・BRM                                    | 8   | ペドロ・ロドリゲス             | BRM              | P160     | BRM P142 3.0L V12                        | F      |
| ヤードレー・チーム・BRM                                    | 9   | ジョー・シフェール             | BRM              | P160     | BRM P142 3.0L V12                        | F      |
| ヤードレー・チーム・BRM                                    | 10  | ハウデン・ガンレイ             | BRM              | P153     | BRM P142 3.0L V12                        | F      |
| ゴールドリーフ・チーム・ロータス                           | 12  | デイヴ・チャールトン           | ロータス         | 72D      | フォード・コスワース DFV 3.0L V8         | F      |
| ゴールドリーフ・チーム・ロータス                           | 14  | レイネ・ウィセル               | ロータス         | 72D      | フォード・コスワース DFV 3.0L V8         | F      |
| ゴールドリーフ・チーム・ロータス                           | 15  | デイヴ・ウォーカー             | ロータス         | 56B      | プラット&ホイットニー STN76 ガスタービン | F      |
| STP・マーチ・レーシングチーム                              | 16  | ロニー・ピーターソン           | マーチ           | 711      | フォード・コスワース DFV 3.0L V8         | F      |
| STP・マーチ・レーシングチーム                              | 19  | アレックス・ソラー＝ロイグ     | マーチ           | 711      | フォード・コスワース DFV 3.0L V8         | F      |
| STP・マーチ・レーシングチーム                              | 18  | ナンニ・ギャリ                 | マーチ           | 711      | アルファロメオ T33 3.0L V8               | F      |
| エキップ・マトラ・スポール                                 | 20  | クリス・エイモン               | マトラ           | MS120B   | マトラ MS71 3.0L V12                     | G      |
| エキップ・マトラ・スポール                                 | 21  | ジャン＝ピエール・ベルトワーズ | マトラ           | MS120B   | マトラ MS71 3.0L V12                     | G      |
| ジーン・メイソン・レーシング                               | 22  | スキップ・バーバー             | マーチ           | 711      | フォード・コスワース DFV 3.0L V8         | F      |
| ブルックボンド・オクソ・チーム・サーティース               | 23  | ジョン・サーティース           | サーティース     | TS9      | フォード・コスワース DFV 3.0L V8         | F      |
| アウト・モトール・ウント・シュポルト・チーム・サーティース | 29  | ロルフ・シュトメレン           | サーティース     | TS9      | フォード・コスワース DFV 3.0L V8         | F      |
| モーターレーシング・ディベロップメンツ・リミテッド         | 24  | グラハム・ヒル                 | ブラバム         | BT34     | フォード・コスワース DFV 3.0L V8         | G      |
| モーターレーシング・ディベロップメンツ・リミテッド         | 25  | ティム・シェンケン             | ブラバム         | BT33     | フォード・コスワース DFV 3.0L V8         | G      |
| ブルース・マクラーレン・モーターレーシング                 | 26  | デニス・ハルム                 | マクラーレン     | M19A     | フォード・コスワース DFV 3.0L V8         | G      |
| ブルース・マクラーレン・モーターレーシング                 | 28  | ピーター・ゲシン               | マクラーレン     | M19A     | フォード・コスワース DFV 3.0L V8         | G      |
| スティヒティング・オートレーセズ・ネーデルラント           | 30  | ジィズ・ヴァン・レネップ       | サーティース     | TS7      | フォード・コスワース DFV 3.0L V8         | F      |
| フランク・ウィリアムズ・レーシングカーズ                   | 31  | アンリ・ペスカロロ             | マーチ           | 711      | フォード・コスワース DFV 3.0L V8         | F      |
| ソース:                                                    |     |                                |                  |          |                                          |        |

追記
- ^1 - アンドレッティは当初312B2で走る予定だったが、練習走行でのクラッシュで312B2を大破させたため、312Bを使用した[3]

## 予選

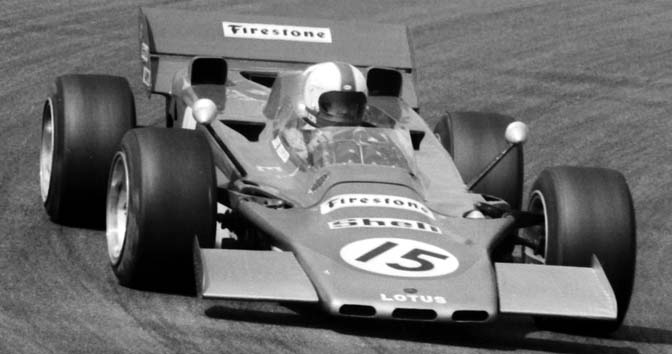
デイヴ・ウォーカーがドライブするロータス・56Bは、四輪駆動かつガスタービンエンジンを搭載するユニークなF1マシンであった。

北海沿岸は天候が乱れていて、金曜日は乾燥して涼しく、土曜日は雨だった。デイヴ・ウォーカーは金曜日にロータス・72Dをクラッシュさせてしまい修理不能となったため、デイヴ・チャールトンは出場できなくなり、ウォーカーは56Bに専念することになった。マリオ・アンドレッティはフェラーリ・312B2を走らせた際に、試験的に装着していたファイアストンの新型の幅が広いリアタイヤが外れ、激しくクラッシュしてしまう。アンドレッティは古い312Bを走らせることになったが、ファイアストンタイヤとの相性の悪さに起因する後輪の振動に悩まされた312B2より312Bの方がはるかにシャシーの具合が良かったため、さほどの抵抗を感じなかった。
ジャッキー・イクスがペドロ・ロドリゲスに0.04秒差でポールポジションを獲得し、ジャッキー・スチュワートが彼らに続く3番手と、スチュワート対12気筒勢の構図は続いた。この3人がフロントローに並び、クレイ・レガツォーニとクリス・エイモンが2列目、レイネ・ウィセル、ジョン・サーティース、ジョー・シフェールが3列目を占めた。

### 予選結果
| 順位    | No. | ドライバー                     | コンストラクター               | タイム  | 差    | グリッド |
| ------- | --- | ------------------------------ | ------------------------------ | ------- | ----- | -------- |
| 1       | 2   | ジャッキー・イクス             | フェラーリ                     | 1:17.42 | -     | 1        |
| 2       | 8   | ペドロ・ロドリゲス             | BRM                            | 1:17.46 | +0.04 | 2        |
| 3       | 5   | ジャッキー・スチュワート       | ティレル-フォード              | 1:17.64 | +0.22 | 3        |
| 4       | 3   | クレイ・レガツォーニ           | フェラーリ                     | 1:17.98 | +0.54 | 4        |
| 5       | 20  | クリス・エイモン               | マトラ                         | 1:18.46 | +1.04 | 5        |
| 6       | 14  | レイネ・ウィセル               | ロータス-フォード              | 1:18.70 | +1.28 | 6        |
| 7       | 23  | ジョン・サーティース           | サーティース-フォード          | 1:18.71 | +1.29 | 7        |
| 8       | 9   | ジョー・シフェール             | BRM                            | 1:18.91 | +1.49 | 8        |
| 9       | 10  | ハウデン・ガンレイ             | BRM                            | 1:19.09 | +1.67 | 9        |
| 10      | 29  | ロルフ・シュトメレン           | サーティース-フォード          | 1:19.11 | +1.69 | 10       |
| 11      | 21  | ジャン＝ピエール・ベルトワーズ | マトラ                         | 1:19.16 | +1.74 | 11       |
| 12      | 6   | フランソワ・セベール           | ティレル-フォード              | 1:19.54 | +2.12 | 12       |
| 13      | 16  | ロニー・ピーターソン           | マーチ-アルファロメオ 1        | 1:19.73 | +2.31 | 13       |
| 14      | 26  | デニス・ハルム                 | マクラーレン-フォード          | 1:19.74 | +2.32 | 14       |
| 15      | 31  | アンリ・ペスカロロ             | マーチ-フォード                | 1:20.01 | +2.59 | 15       |
| 16      | 24  | グラハム・ヒル                 | ブラバム-フォード              | 1:20.07 | +2.65 | 16       |
| 17      | 19  | アレックス・ソラー＝ロイグ     | マーチ-フォード                | 1:20.26 | +2.84 | 17       |
| 18      | 4   | マリオ・アンドレッティ         | フェラーリ                     | 1:20.32 | +2.90 | 18       |
| 19      | 25  | ティム・シェンケン             | ブラバム-フォード              | 1:20.35 | +2.93 | 19       |
| 20      | 18  | ナンニ・ギャリ                 | マーチ-アルファロメオ          | 1:20.61 | +3.19 | 20       |
| 21      | 30  | ジィズ・ヴァン・レネップ       | サーティース-フォード          | 1:20.79 | +3.37 | 21       |
| 22      | 15  | デイヴ・ウォーカー             | ロータス-プラット&ホイットニー | 1:21.83 | +4.41 | 22       |
| 23      | 28  | ピーター・ゲシン               | マクラーレン-フォード          | 1:22.07 | +4.65 | 23       |
| 24      | 22  | スキップ・バーバー             | マーチ-フォード                | 1:22.19 | +4.77 | 24       |
| ソース: |     |                                |                                |         |       |          |

追記
- ^1 - ピーターソンはマーチ・711-アルファロメオで予選タイムを記録した[1]

## 決勝

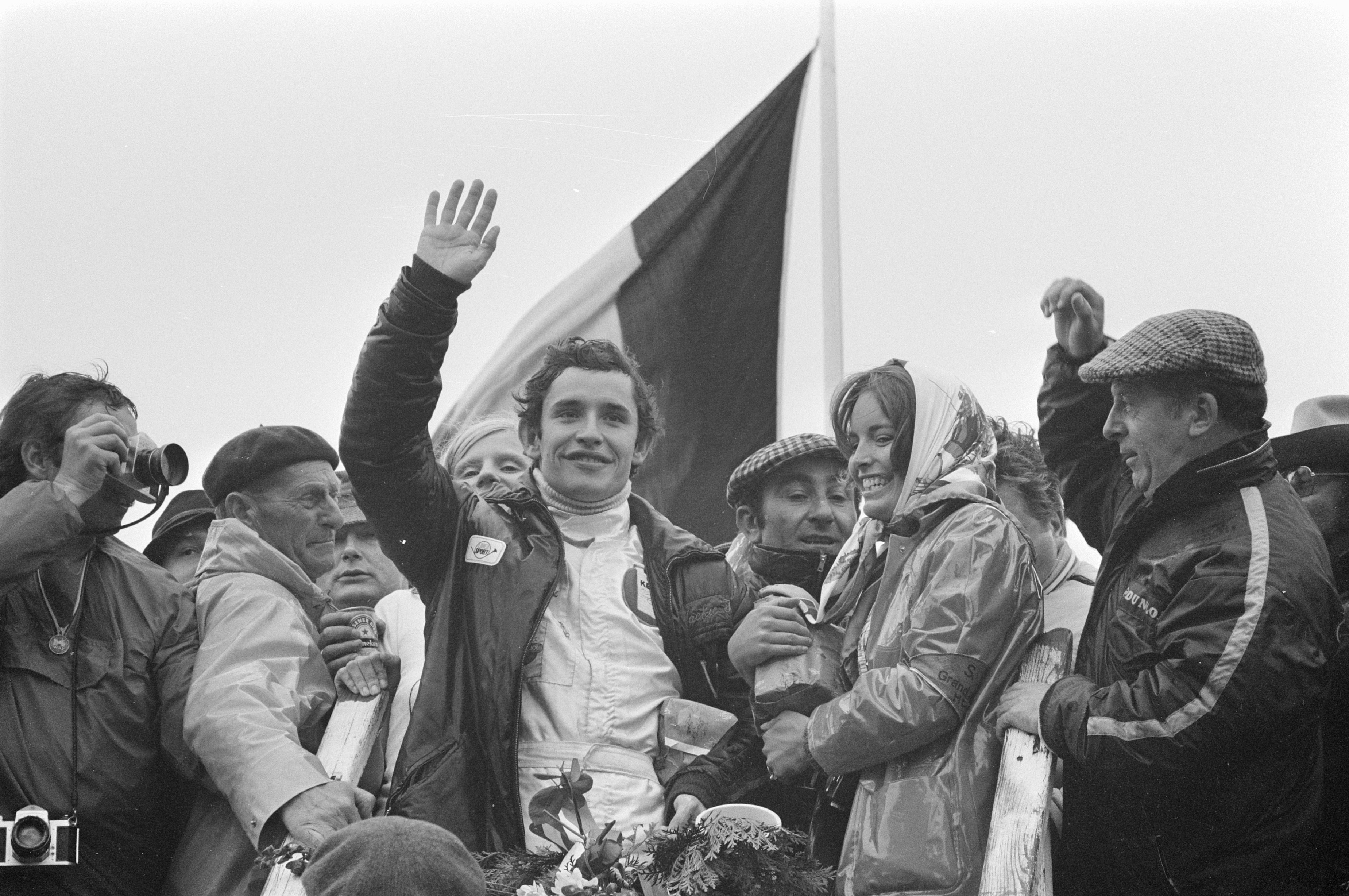
ジャッキー・イクスがレースを制した。

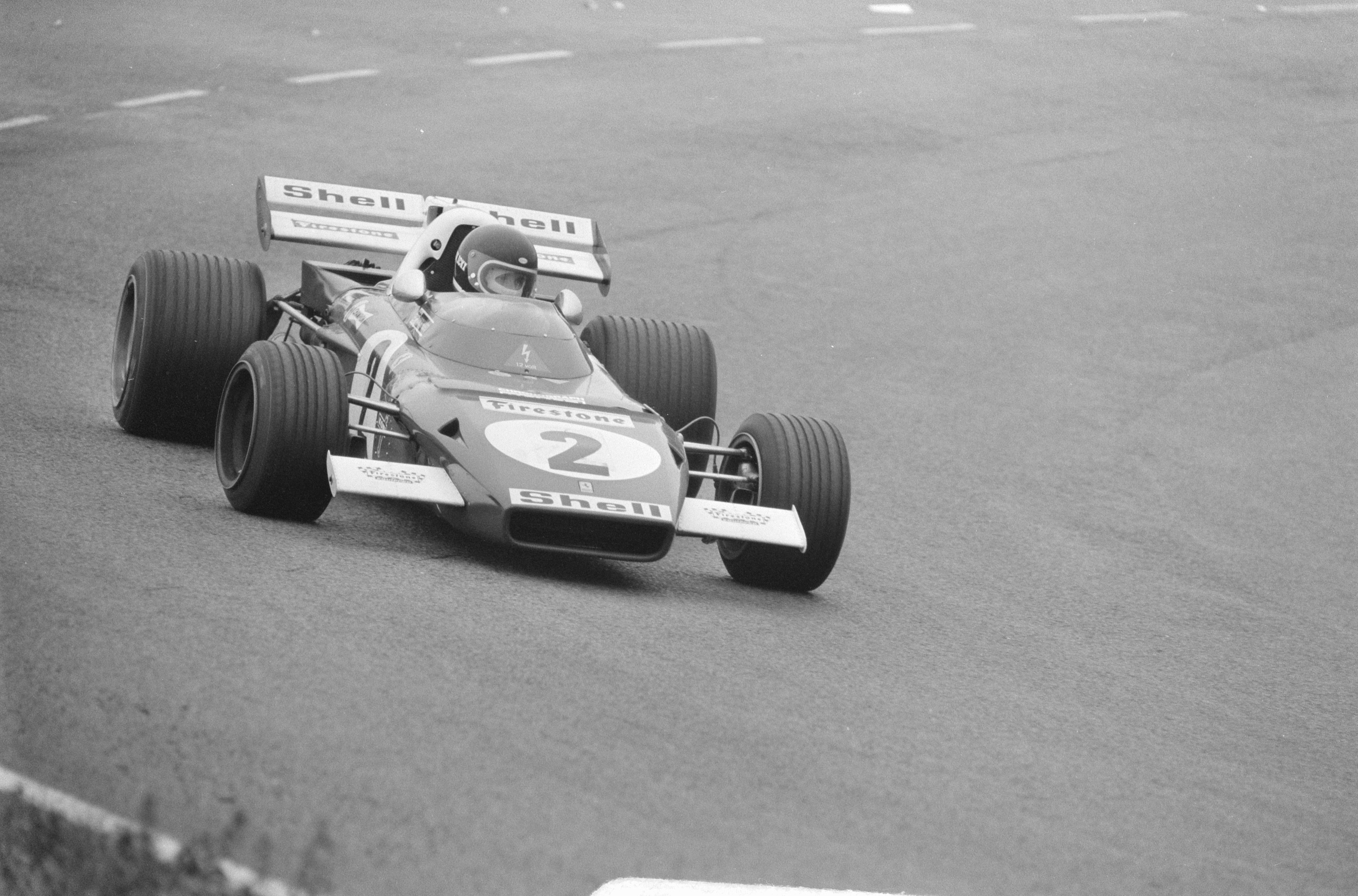
イクスが駆るフェラーリ・312B2

レース当日も午前中から雨で、レースが始まる時も霧雨が降っていた。マリオ・アンドレッティは燃料ポンプの故障でスタートに間に合わず、2周遅れでピットからスタートしたが、まもなくリタイアした。
スタートでジャッキー・イクスはペドロ・ロドリゲス、ジャッキー・スチュワート、クリス・エイモンをリードした。ジョー・シフェールはスピンして大きく順位を落とした。2周目にエイモンがスピンアウトしてしまい、スチュワートも3周目に珍しくスピンを喫して8位に後退した。これにより、クレイ・レガツォーニが3位、ジョン・サーティースが4位に浮上し、レイネ・ウィセルが続く。ウィセルは後輪が緩んだためピットインしようとする際にピットレーンを逆走してしまい、失格となった。多くのドライバーが苦戦する中、9周目にロドリゲスがイクスを抜いて首位に立ちリードを広げていくが、霧雨が止んで路面が乾き出すとイクスがロドリゲスとの差を縮め、30周目にロドリゲスを抜き返す。ロドリゲスは次の周に再びイクスを抜くが、32周目にイクスが首位に立ちロドリゲスとの差を広げていった。フェラーリやBRMが使用するファイアストンタイヤはウエットレースで際立った強さを発揮し、イクスは華麗なドライビングテクニックを披露してフェラーリ・312B2を勝利に導いた。最終的にイクスは2位のロドリゲスに8秒の差を付けた。イクスと同じくフェラーリ・312B2を駆るレガツォーニが3位表彰台を獲得した。一方、グッドイヤータイヤ勢は全く振るわず、イクスから5周遅れでフィニッシュしたジャン＝ピエール・ベルトワーズの9位が最高順位であった。

### レース結果
| 順位    | No. | ドライバー                     | コンストラクター               | 周回数 | タイム/リタイア原因  | グリッド | ポイント |
| ------- | --- | ------------------------------ | ------------------------------ | ------ | -------------------- | -------- | -------- |
| 1       | 2   | ジャッキー・イクス             | フェラーリ                     | 70     | 1:56:20.0            | 1        | 9        |
| 2       | 8   | ペドロ・ロドリゲス             | BRM                            | 70     | +7.99                | 2        | 6        |
| 3       | 3   | クレイ・レガツォーニ           | フェラーリ                     | 69     | +1 Lap               | 4        | 4        |
| 4       | 16  | ロニー・ピーターソン           | マーチ-フォード                | 68     | +2 Laps              | 13       | 3        |
| 5       | 23  | ジョン・サーティース           | サーティース-フォード          | 68     | +2 Laps              | 7        | 2        |
| 6       | 9   | ジョー・シフェール             | BRM                            | 68     | +2 Laps              | 8        | 1        |
| 7       | 10  | ハウデン・ガンレイ             | BRM                            | 66     | +4 Laps              | 9        |          |
| 8       | 30  | ジィズ・ヴァン・レネップ       | サーティース-フォード          | 65     | +5 Laps              | 21       |          |
| 9       | 21  | ジャン＝ピエール・ベルトワーズ | マトラ                         | 65     | +5 Laps              | 11       |          |
| 10      | 24  | グラハム・ヒル                 | ブラバム-フォード              | 65     | +5 Laps              | 16       |          |
| 11      | 5   | ジャッキー・スチュワート       | ティレル-フォード              | 65     | +5 Laps              | 3        |          |
| 12      | 26  | デニス・ハルム                 | マクラーレン-フォード          | 63     | +7 Laps              | 14       |          |
| NC      | 31  | アンリ・ペスカロロ             | マーチ-フォード                | 62     | 規定周回数不足       | 15       |          |
| NC      | 22  | スキップ・バーバー             | マーチ-フォード                | 60     | 規定周回数不足       | 24       |          |
| NC      | 28  | ピーター・ゲシン               | マクラーレン-フォード          | 60     | 規定周回数不足       | 23       |          |
| Ret     | 19  | アレックス・ソラー＝ロイグ     | マーチ-フォード                | 57     | エンジン             | 17       |          |
| Ret     | 25  | ティム・シェンケン             | ブラバム-フォード              | 39     | サスペンション       | 19       |          |
| Ret     | 6   | フランソワ・セベール           | ティレル-フォード              | 29     | アクシデント         | 12       |          |
| DSQ     | 29  | ロルフ・シュトメレン           | サーティース-フォード          | 19     | 失格（押しがけ） 1   | 18       |          |
| DSQ     | 14  | レイネ・ウィセル               | ロータス-フォード              | 17     | 失格（コース逆走） 2 | 4        |          |
| Ret     | 18  | ナンニ・ギャリ                 | マーチ-アルファロメオ          | 7      | アクシデント         | 20       |          |
| Ret     | 4   | マリオ・アンドレッティ         | フェラーリ                     | 5      | 燃料ポンプ           | 16       |          |
| Ret     | 15  | デイヴ・ウォーカー             | ロータス-プラット&ホイットニー | 5      | アクシデント         | 22       |          |
| Ret     | 20  | クリス・エイモン               | マトラ                         | 2      | スピンオフ           | 5        |          |
| DNS     | 12  | デイヴ・チャールトン           | ロータス-フォード              |        | アクシデント 3       |          |          |
| ソース: |     |                                |                                |        |                      |          |          |

優勝者ジャッキー・イクスの平均速度
151.379 km/h (94.063 mph)
ファステストラップ
- ジャッキー・イクス - 1:34.95（49周目）

ラップリーダー
太字は最多ラップリーダー
- ジャッキー・イクス - 48周 (1-8, 30, 32-70)
- ペドロ・ロドリゲス - 22周 (9-29, 31)

追記
- ^1 - シュトメレンはスピン後、マーシャルによって押しがけされたため失格
- ^2 - ウィセルはピットレーンを逆走したため失格
- ^3 - ウォーカーが金曜日にチャールトンのロータス・72をクラッシュさせて修理不能となったため、チャールトンは出場できなくなった[2]

達成された主な記録
- ドライバー
  - 初出走: デイヴ・ウォーカー（英語版）（初参戦）[19]、ジィズ・ヴァン・レネップ（初参戦）[20]、ナンニ・ギャリ（3戦目）[21]
  - 10回目のファステストラップ: ジャッキー・イクス[5]
  - 最終表彰台/最終入賞/最終完走: ペドロ・ロドリゲス[22]
    - メキシコ人ドライバーの表彰台は、2012年マレーシアGPのセルジオ・ペレスまでなかった。

  - 初完走: ジィズ・ヴァン・レネップ[20]
  - ブラジル人ドライバーが出場しなかったレースは、2017年ハンガリーGPまでなかった。
- エンジン
  - 初出走: プラット・アンド・ホイットニー[23]
  - 出走50戦目: フォード・コスワース[5][注 4]

## 第4戦終了時点のランキング
|         | 順位 | ドライバー               | ポイント |
| ------- | ---- | ------------------------ | -------- |
|         | 1    | ジャッキー・スチュワート | 24       |
|         | 2    | ジャッキー・イクス       | 19       |
|         | 3    | マリオ・アンドレッティ   | 9        |
| 4       | 4    | ペドロ・ロドリゲス       | 9        |
| 1       | 5    | ロニー・ピーターソン     | 9        |
| ソース: |      |                          |          |

|         | 順位 | コンストラクター  | ポイント |
| ------- | ---- | ----------------- | -------- |
| 1       | 1    | フェラーリ        | 28       |
| 1       | 2    | ティレル-フォード | 24       |
| 4       | 3    | BRM               | 9        |
| 1       | 4    | マーチ-フォード   | 9        |
| 1       | 5    | マトラ            | 6        |
| ソース: |      |                   |          |

- 注:  トップ5のみ表示。前半6戦のうちベスト5戦及び後半5戦のうちベスト4戦がカウントされる。